# Alpaca Peak
Alpaca Peak är en bergstopp i Kanada.   Den ligger i provinsen British Columbia, i den södra delen av landet, 3 400 km väster om huvudstaden Ottawa. Toppen på Alpaca Peak är 2 070 meter över havet, eller 205 meter över den omgivande terrängen. Bredden vid basen är 2,2 km.
Terrängen runt Alpaca Peak är kuperad åt sydost, men åt nordväst är den bergig. Trakten runt Alpaca Peak är nära nog obefolkad, med mindre än två invånare per kvadratkilometer.. Det finns inga samhällen i närheten. 
I omgivningarna runt Alpaca Peak växer i huvudsak barrskog.